# Orquestra Femenina
L'Orquestra Femenina va ser una formació musical creada el novembre de 1932 per la pianista Isabel de la Calle, que dirigia el Conservatori Femení al barri de Gràcia, de la ciutat de Barcelona. Adoptà successivament els noms d’Orquestra Femenina, Orquestra Femenina de Barcelona i Orquestra Clàssica Femenina; des de 1944 també el d‘Orquestra Clàssica Femenina Isabel de la Calle.

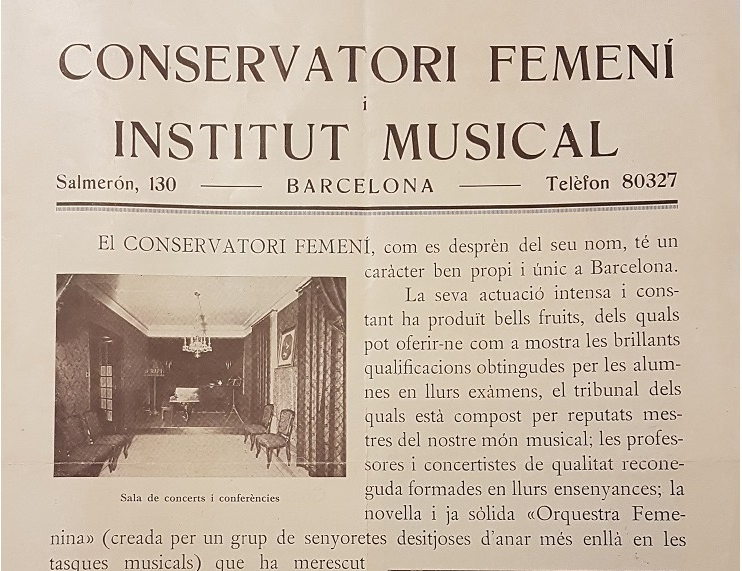
Fullet publicitari del Conservatori Femení, on nasqué «la novella i ja sòlida Orquestra Femenina»

## La creació de l'orquestra
A finals dels anys vint s’organitzaren a Barcelona un seguit de conferències i concerts en suport de l'Associació Mundial per a la Defensa de les Dones; sembla que en sorgí la idea de crear una orquestra amb algunes de les músiques que hi havien participat, juntament amb alumnes del Conservatori Femení, que en forní la major part. D’altra banda, el maig de 1930 havia aparegut a la premsa catalana la fotografia de la violinista Jane Evrard amb l'Orquestra Femenina de París que acabava de crear. Poc després, el febrer de 1933, convidada per l'Associació de Música de Cambra de Barcelona, l'orquestra francesa faria dues actuacions al Palau de la Música Catalana i una també a l'Ateneu de Tàrrega, organitzada per l'Associació de Música d’aquesta ciutat.
En aquest context, el 1932 la pianista Isabel de la Calle creava la seva Orquestra Femenina, formada per 15 músiques –que en algun moment arribarien a ser 27–, amb les quals col·laboraren ocasionalment altres solistes, com ara l'arpista Mercè Ramonatxo Pedra, la violinista Rosa Garcia-Faria o la jove pianista Alícia de Larrocha.

## Història
Entre els primers concerts amb què l'Orquestra Femenina es donava a conèixer, hi ha els del mes de juny de 1933 al Teatre Studium-Estudi Masriera i al Teatre Circ Barcelonès; o els de 1934 al Palau de la Música Catalana –en què l'orquestra fou excepcionalment dirigida per la nena Alícia de Larrocha– o a l'Institut de Cultura i Biblioteca Popular de la Dona. I també els concerts que va fer al llarg de la temporada de 1935 –ja com a Orquestra Femenina de Barcelona–, organitzats per diverses societats musicals, a Tortosa, Reus i Tarragona, a Tàrrega i Terrassa o, l'any següent, a Girona, Olot i Figueras. Al llarg de 1936 participà en el cicle dels «Concerts Vespertins», organitzats per Jaume Pahissa i va fer diverses actuacions a la Sala Mozart.
Després de la Guerra Civil canvià el nom pel d’Orquestra Clàssica Femenina. En aquests anys de postguerra i al llarg dels cinquanta i seixanta mantingué una gran activitat, prodigà les seves actuacions en concerts benèfics, al Casal del Metge, al Palau de la Música, l'Ateneu Barcelonès o en entitats musicals d’arreu del país. Va fer diverses gires per Aragó, Castella i Lleó, Balears, País Basc, Galícia o Portugal. L’agost del 1958 emprengué una gira internacional per diverses ciutats d’Holanda, Bèlgica i Alemanya i participà en el Concurs Internacional de Música celebrat a la ciutat holandesa de Kerkrade, on obtingué diversos premis. Al llarg dels anys seixanta va fer gires per França i Itàlia i actuacions a diferents ciutats espanyoles i catalanes. La seva activitat anà decreixent i a començaments dels anys setanta es dissolgué.

## La direcció i les components de l'orquestra
L’orquestra estigué dirigida fins al 1950 per Isabel de la Calle, a qui succeí María Dolors Rosich Ventosa entre 1950 i 1953; Carry de Montevar, entre 1953 i 1955; i després de 1955, Pilar Pérez Malla.
Algunes de les concertistes no professionals que en formaren part o bé hi col·laboraren durant algun temps van ser l'arpista Mercè Ramonatxo Pedra, les violinistes Teresa Morera, Maria Ventosa, Rosa García-Faria, María Dolors Rosich Ventosa, Pilar Sellés, Lluïsa Cubaró, Teresa Basas, Adelina Pittier, Margarita Garay de Nacmia, Josefina Rigolfas, Nuria Gilar, Helia Elpón, Rosa Biota, Lupe Galobardes i Teresa Bonaparte; les violoncel·listes Conxita Verdaguer, Matilde Roura i Pilar Pérez Malla; les pianistes Alicia de Larrocha -que la dirigí ocasionalment-, Mercè Duran o Conxita Pérez Perea.